# جيمس روس (سياسي كندي، مواليد 1817)
جيمس روس هو سياسي كندي، ولد في 1 أكتوبر 1817، وتوفي في 16 يوليو 1895 في جيلف في كندا. نشط حزبياً في الحزب الليبرالي الكندي. وقد انتخب عضو مجلس العموم الكندي عن دائرة Wellington Centre ‏ (18 يناير 1869 – 12 ديسمبر 1874).